# 5061 McIntosh
5061 McIntosh è un asteroide della fascia principale. Scoperto nel 1988, presenta un'orbita caratterizzata da un semiasse maggiore pari a 3,0639389 UA e da un'eccentricità di 0,0670477, inclinata di 8,73915° rispetto all'eclittica.